# 2021年香港立法会選挙
2021年香港立法会選挙（2021ねんほんこんりっぽうかいせんきょ、中国語: 2021年香港立法會換屆選舉、英語: 2021 Hong Kong Legislative Council General Election）は、香港立法会の第7期議員を選出するために2021年12月19日に投票が予定されている選挙である。
定数90（任期4年）のうち、20議席が地域別選挙区の直接選挙で、30議席が業界別の職能団体枠、残る40議席が選挙委員会によって選出される。

## 概要
本来ならば2020年9月6日の執行が予定されていた。選挙に先立つ2020年6月、香港での反政府的な動きを取り締まる香港特別行政区国家安全維持法が施行された。今回の選挙は、同法が施行されてから香港では初の選挙となり、民主派候補の出馬を認めなかったり、当選しても議員資格を剥奪されるなど、民主派への圧力がより一層強まることが懸念された。2020年7月11日～7月12日には、民主派は候補者絞りを目的に予備選挙を執行した。
こうした中、林鄭月娥行政長官は7月31日、新型コロナウイルス感染症の影響を考慮することを理由に、緊急状況規則条例を適用して選挙を1年間延期し、2021年9月5日に執行すると発表した。林鄭月娥行政長官は2021年3月30日、選挙制度変更に伴い、選挙を12月に再延期する方針を示した。

## 当選議員

### 直接選挙枠（中選挙区）当選者
10の2人区からなる。
 香港経済民生連盟   民主建港協進連盟   香港工会連合会   新民党   西九新動力   専業動力   実政円卓   香港新方向   無所属 
| 香港島西 | 葉劉淑儀 | 陳学鋒 | 香港島東 | 呉秋北 | 梁熙   | 九龍西   | 鄭泳舜 | 梁文広 | 九龍中   | 李慧琼 | 楊永杰 | 九龍東 | 鄧家彪 | 顔汶羽 |
| 新界東南 | 李世栄   | 林素蔚 | 新界東北 | 陳克勤 | 李梓敬 | 新界西南 | 陳恒鑌 | 陳穎欣 | 新界西北 | 周浩鼎 | 田北辰 | 新界北 | 劉国勲 | 張欣宇 |

### 職能団体枠当選者
27の1人区と1つの3人区（「労働者職能団体」（繁体中国語：勞工界功能界別）、労働組合の代表らで完全連記制により選出）からなる。
 香港経済民生連盟   民主建港協進連盟   香港教育工作者連会   香港工会連合会   自由党   港九労工社団連会   新思維   無所属 
| 労工界（労働組合） | 梁子穎 | 周小松 | 郭偉强 |

| 漁業・農業 | 何俊賢 | 郷議局                                 | 劉業強 | 工業第1                  | 梁君彦 | 工業第2                      | 呉永嘉 | 紡績・衣服製造業             | 陳祖恒 |
| 商業第1    | 林健鋒 | 商業第2                                | 廖長江 | 商業第3                  | 厳剛   | 金融業                       | 陳振英 | 金融サービス業               | 李惟宏 |
| 保険業     | 陳健波 | 不動産業・建設業                       | 龍漢標 | 航運業・交通業           | 易志明 | 輸出入業                     | 黄英豪 | 観光業                       | 姚柏良 |
| 外食業     | 張宇人 | 卸売・小売業                           | 邵家輝 | 科学技術・イノベーション | 邱達根 | エンジニアリング業           | 盧偉国 | 建築・測量・都市計画・造園業 | 謝偉銓 |
| 会計業     | 黄俊碩 | 法律業                                 | 林新強 | 教育業                   | 朱国強 | スポーツ・芸能・文化・出版業 | 霍啓剛 | 医療業                       | 林哲玄 |
| 社会福祉   | 狄志遠 | 港区人大代表・政協委員・全国性団体代表 | 陳勇   |                          |        |                              |        |                              |        |

### 選挙委員会枠当選者
得票順に記載。
 香港経済民生連盟   民主建港協進連盟   香港教育工作者連会   香港工会連合会   新民党   新世紀論壇   自由党   港九労工社団連会   無所属 
| 選挙委員会 | 梁美芬 | 張国鈞 | 鄧飛   | 陳曼琪 | 麦美娟 | 葛珮帆 | 栄海恩 | 李浩然 | 黄元山 | 陳仲尼 |
| 選挙委員会 | 陳凱欣 | 簡慧敏 | 陳家珮 | 謝偉俊 | 何君尭 | 譚岳衡 | 呉傑荘 | 陳紹雄 | 黎棟国 | 馬逢国 |
| 選挙委員会 | 劉智鵬 | 陳沛良 | 黄国   | 陳月明 | 林琳   | 陸頌雄 | 梁毓偉 | 林順潮 | 洪雯   | 孫東   |
| 選挙委員会 | 郭玲麗 | 管浩鳴 | 周文港 | 李鎮強 | 陸瀚民 | 江玉歓 | 林篠魯 | 蘇長栄 | 林振昇 | 林智遠 |

## 補欠当選
| 年   | 月日  | 選挙区     | 選出 | 当選者 | 所属党派 | 欠員   | 所属党派 | 欠員事由                           |
| ---- | ----- | ---------- | ---- | ------ | -------- | ------ | -------- | ---------------------------------- |
| 2022 | 12.18 | 選挙委員会 | 補欠 | 陳永光 | 民建連   | 張国鈞 | 民建連   | 2022.6.18 行政府への転出により辞任 |
| 2022 | 12.18 | 選挙委員会 | 補欠 | 黄錦輝 | 無所属   | 麦美娟 | 工連会   | 2022.6.18 行政府への転出により辞任 |
| 2022 | 12.18 | 選挙委員会 | 補欠 | 何敬康 | 新民党   | 孫東   | 無所属   | 2022.6.18 行政府への転出により辞任 |
| 2022 | 12.18 | 選挙委員会 | 補欠 | 尚海龍 | 無所属   | 林智遠 | 無所属   | 2022.6.18 行政府への転出により辞任 |